# Mentre nessuno guarda
| Recensione      | Giudizio |
| --------------- | -------- |
| La casa del rap | 7.2/10   |
| Newsic          | 7.25/10  |
| Rockit          | Positivo |
| Rockol          | 7/10     |

Mentre nessuno guarda è il quinto album in studio del rapper italiano Mecna, pubblicato il 16 ottobre 2020 dalla Universal.

## Il disco
Prodotto e registrato a Milano, in parte durante il periodo di lockdown, il disco segue di appena un anno il collaborativo Neverland, continuando un ciclo di pubblicazione annuale per il rapper che va avanti da Lungomare Paranoia (2017).
Annunciato sulla pagina Instagram e Facebook del rapper, tramite un cortometraggio di 10 minuti diretto da Enea Colombi, a promuovere il progetto sono stati i singoli Ho guardato un'altra, Così forte/Paura di me, Vivere con il rapper Izi e Tutto ok con Frah Quintale. 
La copertina, un dipinto olio su tela raffigurante il rapper che si asciuga una lacrima e realizzata dallo street artist britannico Richard Wilson, è stata oggetto di una campagna promozionale che ha visto la realizzazione di un murales della copertina stessa su una parete vicina l'entrata principale dell'Università Statale di Milano. Proprio riguardo al significato della copertina Mecna ha dichiarato:
La produzione è curata da Iamseife, Lvnar ed Alessandro Cianci, produttori storici nonché amici di Mecna, che riguardo alla produzione insieme a loro ha dichiarato:
La traccia di chiusura dell'album, Scusa, presenta citazioni a diverse persone che hanno fatto parte della vita del rapper, tra cui Ghemon, Nasty e Lustro, quest'ultimi membri in passato insieme a Mecna dei Microphones Killarz. Sui versi dedicati a Ghemon il rapper ha detto, intervistato da Genius:
È un po' una risposta a un bellissimo pezzo che lui mi aveva dedicato tempo fa [ovvero Grey Goose Blues, pubblicato nel 2013], in cui, appunto, diceva che io per lui ero il fratello che non ha mai avuto, e questa cosa è ovviamente molto bella, e io in realtà sto dicendo “peccato, perché forse è successo qualcosa per cui non lo siamo più stati", però in realtà ci vogliamo bene.»
Il 18 giugno 2021 è uscita una riedizione deluxe dell'album, contenente otto inediti tra cui Soli e Mille cose.

## Tracce
1. Demoni – 3:00
2. Punto debole (feat. Gué Pequeno) – 3:38
3. Tutto ok (feat. Frah Quintale) – 3:34
4. Non mi va/Con te – 4:10
5. Così forte – 3:27
6. Alibi (feat. Madame) – 3:33
7. Amore mio – 3:39
8. Wow (feat. Ernia) – 3:41
9. Interludio – 1:44
10. Paura di me – 3:09
11. Coltello nel burro – 3:38
12. Vivere (feat. Izi) – 3:31
13. Ho guardato un'altra – 3:07
14. Scusa – 4:07

CD bonus nell'edizione deluxe
1. Calamite – 3:34
2. Vestito bianco (feat. Francesca Michielin) – 3:41
3. Vodoo (feat. J.Lord) – 3:15
4. Come no – 3:33
5. For you (feat. CoCo) – 3:52
6. Nuova tipa – 3:14
7. Mille cose (feat. Rainsford) – 3:14
8. Soli (feat. Ghemon e Ginevra) – 3:39

## Classifiche

### Classifiche settimanali
| Classifica (2020) | Posizione massima |
| ----------------- | ----------------- |
| Italia            | 2                 |

### Classifiche di fine anno
| Classifica (2021) | Posizione |
| ----------------- | --------- |
| Italia            | 84        |